# Gomphrena elegans
Gomphrena elegans är en amarantväxtart som beskrevs av Carl Friedrich Philipp von Martius. Gomphrena elegans ingår i släktet klotamaranter, och familjen amarantväxter. Inga underarter finns listade i Catalogue of Life.

## Bildgalleri

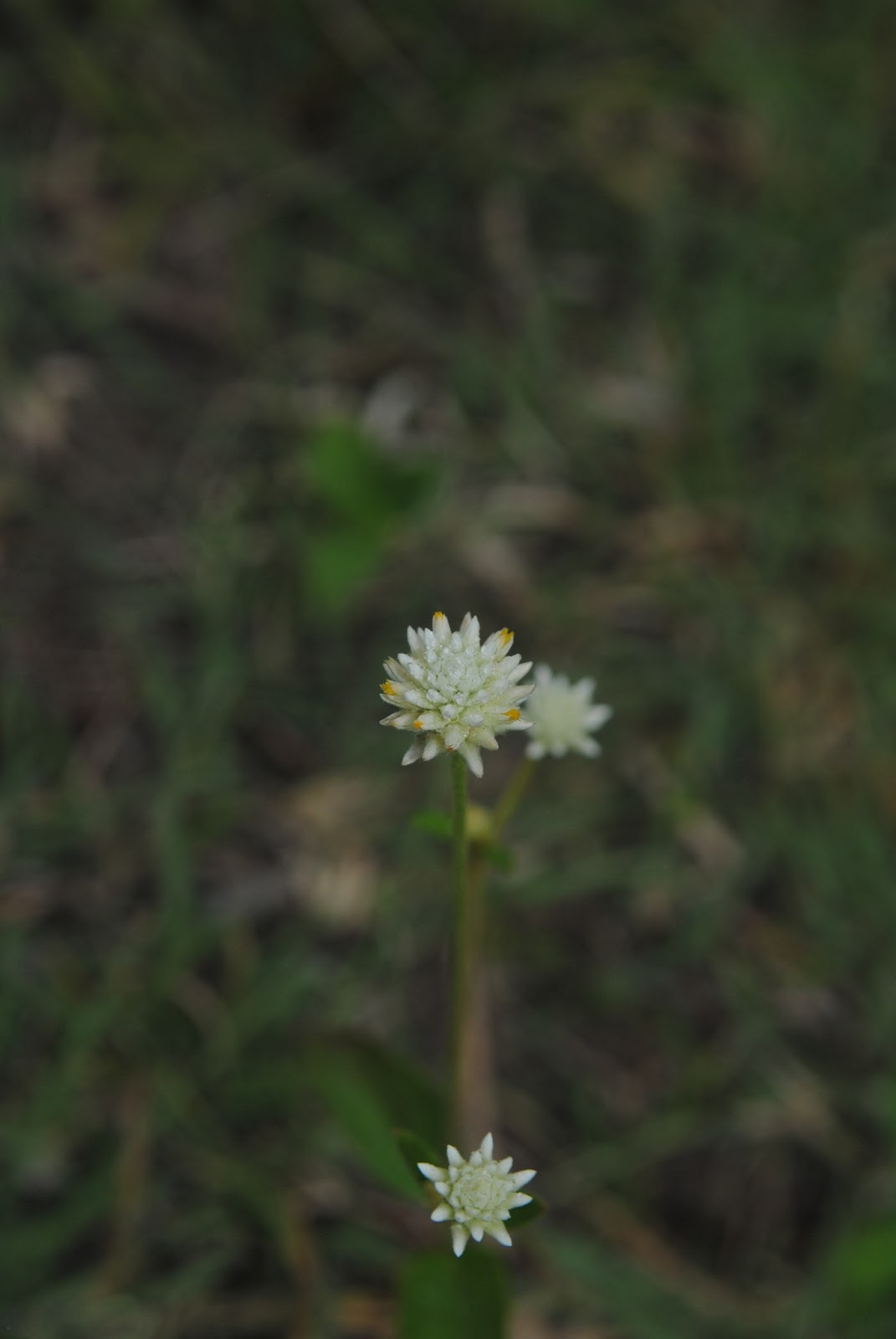
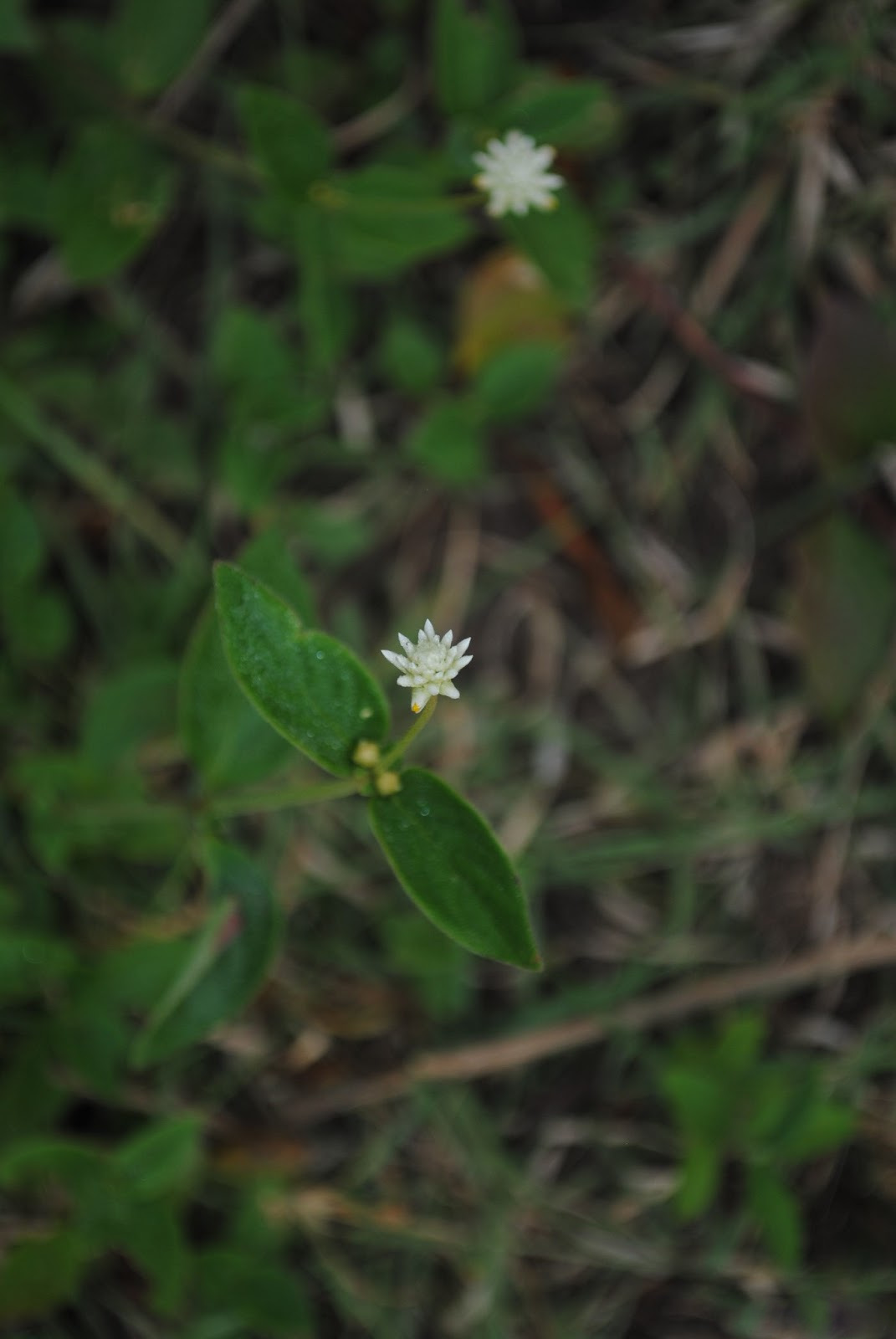
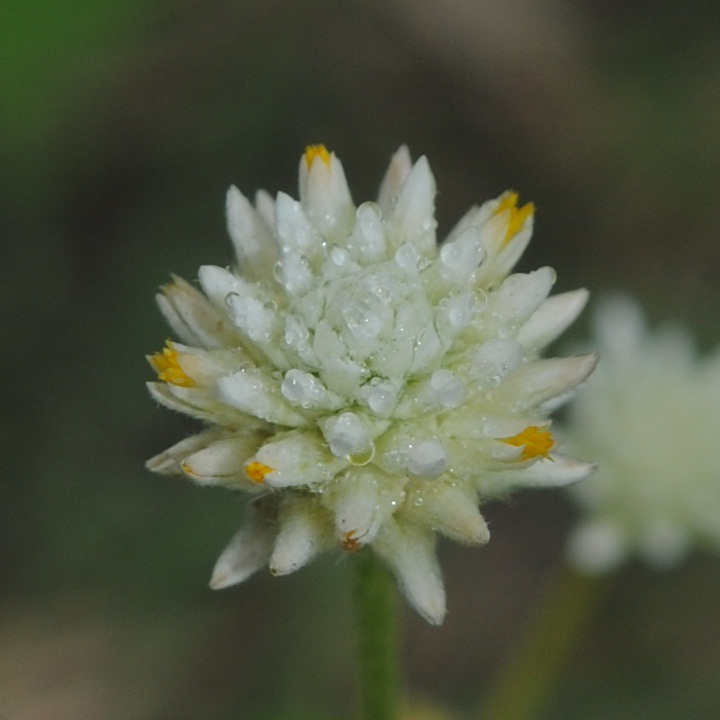